# ペンシルバニア鉄道MP85形電車
ペンシルバニア鉄道MP85形電車はバッド社が開発した交流近郊型電車である。パイオニアIIIやシルバーライナーIとも呼ばれる。1956年にバッド社は軽量化に特化した客車を製作した。1両のみ試作したものの、鉄道旅客交通の斜陽化による輸送量低下の結果、発注を取ることができなかったバッド社は電車として再設計する事とした。 製作された6両の電車はペンシルバニア鉄道が購入し、米国北東部の短距離から長距離まで運用可能な高速形電車として開発。 この6両のパイオニアIIIは北米初の全不銹鋼製の電車となりその総重量は41tで当時最軽量であった。

## 軽量客車
パイオニアIII軽量客車 (バッドのシリアルナンバーは3880) は1956年に完成しバッド社は旅客用車両市場に革新をもたらす一里塚となりうる製品であるとした。 これはバッド社製のステンレス製飛行艇「パイオニア」、パイオニア・ゼファーに続く名称としてパイオニアIIIと名付けたことからも覗い知れる。中短距離の近郊区間用客車として設計されており、従前の蒸気や機械的なシステムに変え、引き通し線を介した電気的な空調、枕バネがインダイレクトマウントの空気バネで、側枠と簡易な方法で軸箱が固定された高速形台車、 至れり尽くせりの「ラウンジスタイル」に変え航空機用の様な車内、コルゲート構造で強度を増した薄いステンレス製車体が採用され徹底した軽量化に重点がおかれた。その結果車体重量は僅か53,000ポンド (24 t)となり、バッドが以前製作した最軽量車両の約半分程度に抑えられた。座席配置は2+2のクロスシートで着席定員は88名で、車内艤装から一切の木製製品を廃してあった。この驚異的な数字は座席間隔を従来の車両より狭くするなど多分に乗客の快適性を犠牲にして達成されたものであった。
パイオニアIII客車のコンセプトカーはデモストレーションとして北米各地の鉄道を回ったが、鉄道業界の斜陽化による需要低下で関心を持たれることもなかった。

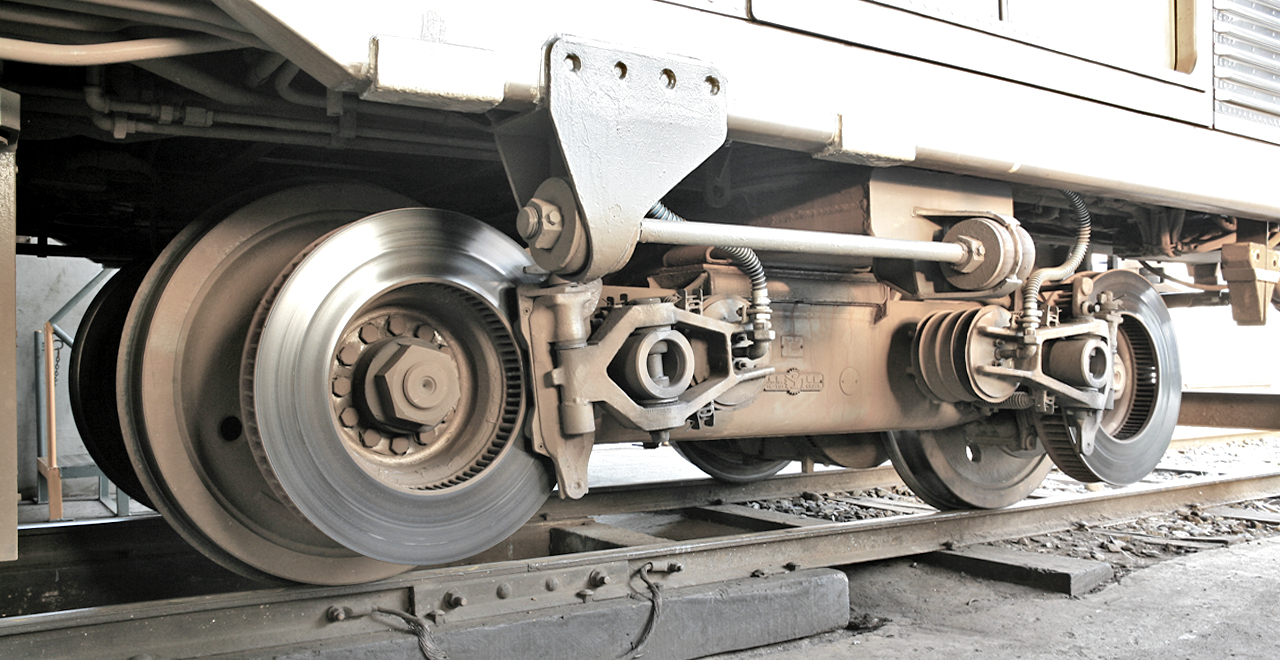
東急7000系に装着されたパイオニアIII軽量台車。

## 電車化改造
パイオニアIII客車が発注を得られなかったことでバッドの設計陣は両運転台の郊外電車への改造を行い、 ペンシルバニア鉄道（以下PRR）に対し老朽化が著しいMP54形置き換え用として提案、1958年にPRRに引き渡された 。 パイオニアIII客車を彷彿とさせるそのステンレス製の車両はPRRでニューヨーク-ワシントンD.C. 、ニューヨーク-シカゴ間で運用された。 座席配置は3+2の25列となっており他の総括制御電車と同様に単行から数両連結まで輸送量に応じて弾力的に運用できた 。 パイオニアIIIの設計最高速度は100mi/hであったが、営業時の最高速度は約80から85miであった。PRRの長距離列車と同じく密着自動連結器を装備しペイオリまたはウィルミントン の工場で整備を受けた。 当初の車両番号は150から155で偶数車はディスクブレーキ、奇数車は鋳鉄シューの踏面ブレーキであった。 
本車に使用されているパイオニアIII台車は、軽量、軸箱と側枠が一体型の高速形台車である。 この台車はバッドがその後に追加発注をうけたシルバーライナーなどロングアイランド鉄道、メトロノース、PATCOの鉄道線、アムトラックのアムフリートに装着され、最大速度125 miles per hour (201 km/h)まで改良された。 パイオニアIIIは直角カルダンを使用（ PTC M-3など)したが、シルバーライナーIIは高出力電動機を搭載する為に従来の方法であった。
電力は菱型のパンタグラフから集電され、制御装置はイグナイトロン式整流器に接続された降圧変圧器からなり、これをカム軸式制御装置に伝えていた。発電ブレーキは装備されていない。1961年には水銀整流器をシリコン整流器に換装している。
パイオニアIIIはその薄肉外皮のステンレス製車体と軽量化された主要機器との組み合わせにより北米において最軽量の全金属製電車となったが、その一方で小型化されたモーターと低容量の主変圧器の信頼性が問題として残った。

### 運用

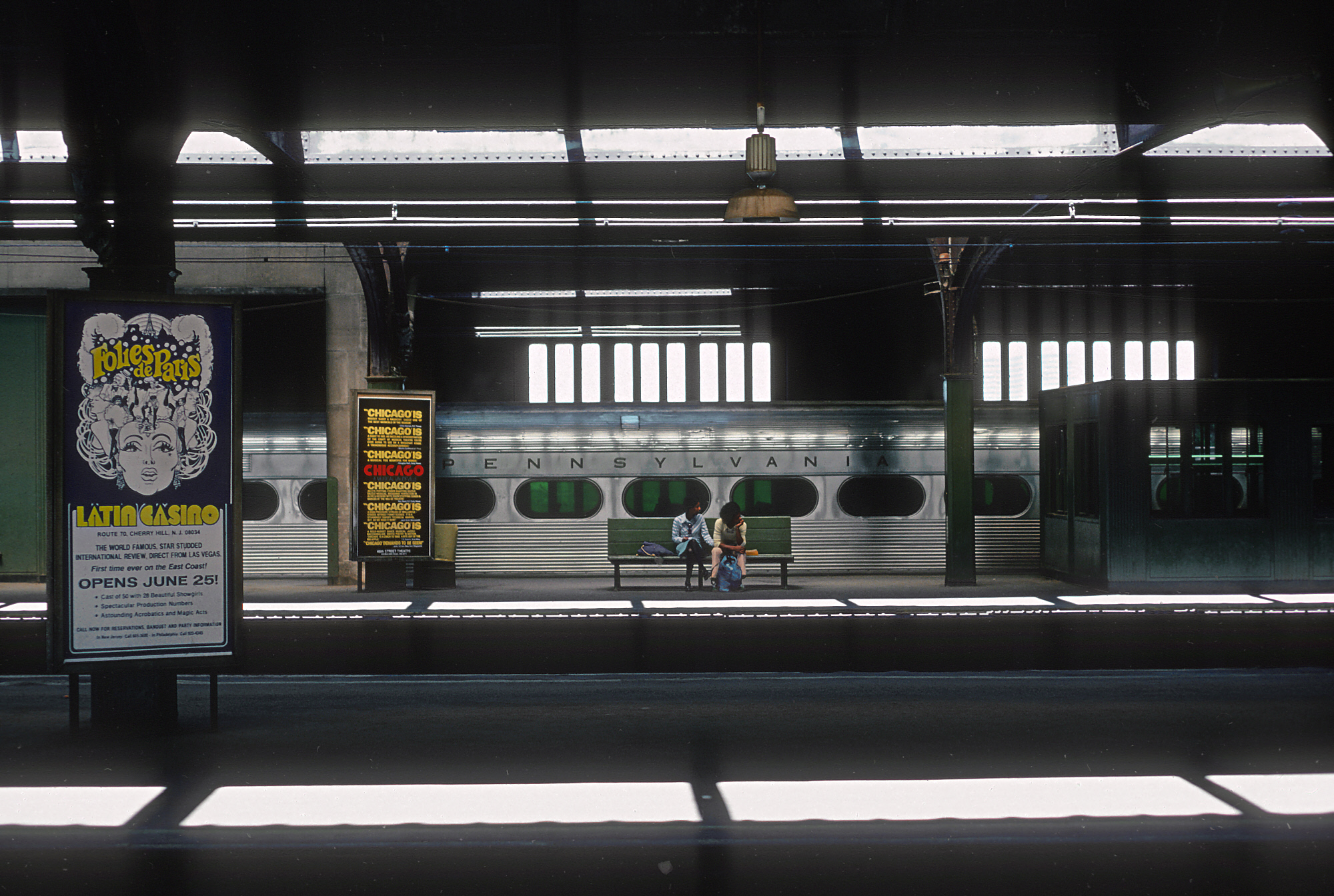
パイオニアIII（1976年、30番街駅）

パイオニアIIIの設計そのものは確かにその時代において先進的であったものの運行上の諸問題などが原因で、長距離運用についてはGG1形電気機関車牽引の客車列車に置き換えられ早期に終了した。 1963年にフィラデルフィア地区の通勤路線の体質改善の一環としてPRRは、バッド社にパイオニアIIIをさらに改良した車両製作を依頼。 パイオニアIIIをモデルとして新しく製作された"シルバーライナー"と命名されたオールステンレス電車は、パイオニアから大きく改良されたものであった。全車に空気バネとディスクブレーキを装着した台車を、より強力な牽引力のモーター、二列の天井灯及び改良された空調、AAR式の密着自動連結器から電気連結器を加えたものに、菱形にかえてZ型パンタグラフとした。 PRR向けに38両 (車番201-219、251-269)が製作され、ほぼ同一仕様の17両 (車番9001-9017) がリーディング鉄道向けに製作された。
38両のシルバーライナーが車籍編入されると共にパイオニアIIIも長距離運用から離脱しフィラデルフィア地区の通勤列車に充当された。 1967年には、SEPTAとPRRは二代目の "シルバーライナー"を セントルイス・カー・カンパニーに発注、最初(1963年)に納入された"シルバーライナー"は"シルバーライナーII"に、1967年に納入されたものは"シルバーライナーIII"となった。 当時はまだ公式にはパイオニアIIIと呼ばれていたものの、後継車両にあわせて"シルバーライナーI"と呼ばれることとなる。 ペン・セントラル鉄道への合併に伴い車番が294から299に変更される。 その頃ディスクブレーキ装備車は、PRRのシルバーライナーIIと同様にディスクブレーキをシルバーライナーIIIと同じ踏面ブレーキに変更する改造を行った。

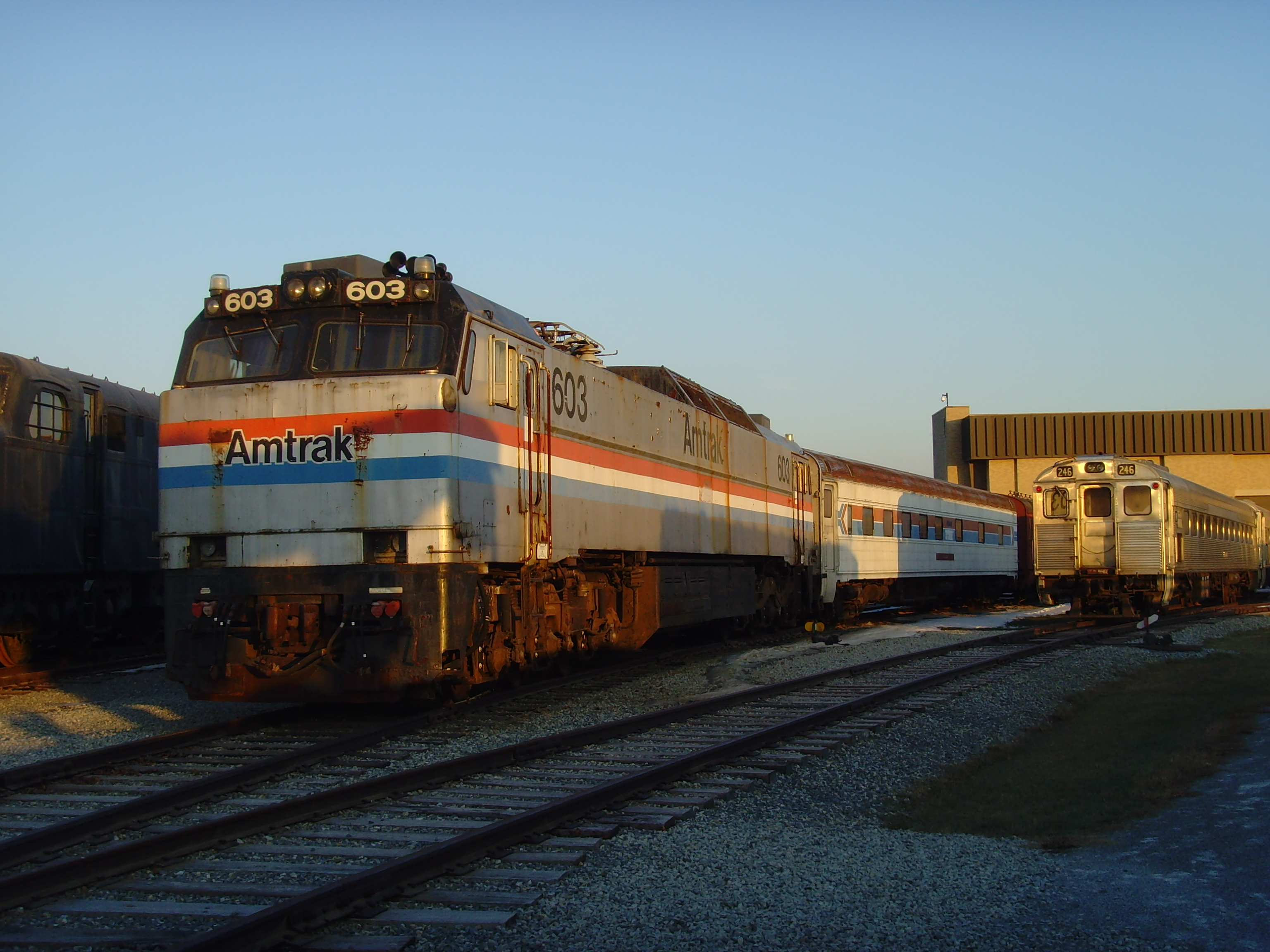
ペンシルバニア鉄道博物館で保存されていたパイオニアIII電車（右奥、2010年）

1974年から75年にかけてGE製の"シルバーライナーIV"が納入され車番が270から303となり、パイオニアは244-248 (この頃までに1両が廃車となっている）と改番され、新車及び既存のシルバーライナーIIおよびIIIとの混成編成を組んで使用された。プッシュプル式車両とAEM7形機関車導入で 1987年には、SEPTAはパイオニアIII（Silverliner）廃車に必要な車両の確保が終わった。  1987年列車衝突事故によりアムトラックが1990年4月1日に北東回廊で運用される全ての機関車及び自走式鉄道車両に、新型の列車閉塞装置の取り付けを要求したため運用を離脱、 2000年までウェインジャンクション駅付近に留置されていた。 機関車牽引の客車に改造する計画があったものの、変圧器のPCB除去やバリアフリー化改造は費用がかさむ為そのまま廃車されることとなった。 廃車となった5両はコロラド州プエブロのAAR/FRA の試験場に送られ衝突試験に使用、そのうち使用されずに残った2両はストラスバーグのペンシルバニア鉄道博物館に寄贈されたが、すでに解体されてしまっている。

## ガスタービン試験車
1966年にバッド社とギャレットが連携し、余剰のパイオニアIII先行試作車をベースとして北米最初のガスタービン  駆動車を試作した。 GT-1と改番された車両は電化区間を延長することなく総括制御車による高速運転を可能とする実証実験の為にロングアイランド鉄道の非電化区間での試験運転に提供された。 1位側のデッキは運転台、2位側には運転台用の扉の無い運転台が取り付けられた。 GT-1は機械式変速機を介して出力軸を各動力軸に接続している。 GT-1はLIRRで1966年9月から1967年の5月まで試験が行われた。
1969年にGT-1は都市公共交通管理局からの融資を利用して機械式変速機からターボエレクトリック式車両に改造され、発電機から電力を供給し4,150 hpのモーターで駆動した。 GT-2に再改番をした試験ガスタービン車両の運転の中にニューヨークペンシルベニア駅への乗入もあった為、第三軌条から直流700Vの集電が可能になっており、またGT-2はチョッパ制御器を鉄道車両で最初に搭載したことも注目に値する。 パイオニアIII改造のGT-2は、1969年11月から1970年12月まで試験された。